# Peralada
Peralada is een gemeente in de Spaanse provincie Girona in de regio Catalonië met een oppervlakte van 44 km². Peralada telt 1.835 inwoners (1 januari 2016).
Peralada bestond al in de 13e eeuw en bracht in die eeuw de volksheldin Mercadera voort.

## Demografische ontwikkeling
Bron: INE, 1857-2011: volkstellingen
Opm.: In 1974 werd de gemeente Vilanova de la Muga aangehecht